# 津川昭
津川 昭（つがわ あきら、1951年8月3日 - ）は、奈良県出身の元ハンドボール選手、指導者。日本がボイコットした1980年モスクワオリンピックハンドボール全日本男子代表。元全日本男子代表監督。

## 来歴
奈良県立生駒高等学校、大阪経済大学出身。大学時代は全日本大学選手権でベスト4に入る。
卒業後、湧永製薬に入社。同社ハンドボール部（ワクナガレオリック）に所属。
全日本では、1976年のモントリオール五輪では最終選考で外された。1978年デンマークで行われた世界選手権に出場。1979年には全日本の主将となり、翌1980年のモスクワ五輪代表でもあった。1982年西ドイツで行われた世界選手権にも出場した。
また指導者としても活躍、1983年から選手兼任として湧永ハンドボール部監督、その後はハンドボール部部長を務めた。1989年から1992年まで全日本監督を兼任した。1993年から日本ハンドボール協会入り、男子強化委員長に就任し、以降協会役員などで活躍している。